# Mildred Harris
Mildred Harris (Cheyenne, 29 november 1901 – Los Angeles, 20 juli 1944) was een Amerikaans actrice.

## Opkomst van een carrière
Harris werd geboren in Cheyenne en kreeg als kind al rollen in films. Ze begon haar carrière in 1912. Haar eerste film heet The Post Telegrapher. Ze kreeg meer bekendheid toen ze in 1914 rollen kreeg in de films The Magic Cloak of Oz en His Majesty, the Scarecrow of Oz. Ze was een veelbelovende kindster in de jaren '10.
Harris was in 1916 te zien in D.W. Griffiths Intolerance: Love's Struggle Throughout the Ages. Harris kreeg in 1919 opnieuw een rol in een van zijn films. Ze was toen ze zien in The Fall of Babylon.

## Eerste huwelijk en schandaal
Harris trouwde op 23 oktober 1918 met Charles Chaplin. Chaplin was 29 jaar oud, terwijl Harris slechts 16 jaar oud was. Het huwelijk werd beschouwd als een schandaal. Op 7 juli 1919 kreeg ze zijn zoon Norman Spencer Chaplin. Norman was misvormd en stierf drie dagen later.
De twee scheidden in 1920. Dit verliep niet vriendelijk. Chaplin maakte bekend dat Harris een affaire zou hebben met de lesbische filmster Alla Nazimova. Harris beschuldige Chaplin er van dat hij losse handjes zou hebben en dat hij een seksuele sadist zou zijn.
Harris tekende voor een reeks films bij Louis B. Mayer. Mayer noemde haar bij de credits Mildred Harris-Chaplin. Chaplin was hier niet blij mee en begon een knokpartij met Mayer. Het gevecht werd gestopt door Jack Pickford. 
Harris kreeg veel publiciteit en werd een bekende ster. In de jaren '20 had ze een veelbelovende carrière.

## Latere carrière en de geluidsfilm
Na de opkomst van de geluidsfilm, werd Harris minder populair. Ze had nog enkele memorabele rollen. Zo was ze in 1930 in de musical No, No, Nanette (tegenwoordig een verloren film) te zien. Cecil B. DeMille gaf Harris nog enkele rollen in films. Zo had ze in 1942 nog een klein rolletje in Reap the Wild Wind.
Harris stierf in 1944 onverwachts aan een longontsteking.

## Filmografie (selectie)
- 1913:The Drummer of the 8th
- 1913:Granddad
- 1914:The Magic Cloak of Oz
- 1914:The New Wizard of Oz
- 1916:Intolerance: Love's Struggle Throughout the Ages
- 1920:Polly of the Storm Country
- 1923:The Fog
- 1936:Great Guy
- 1942:Reap the Wild Wind
- 1942:Holiday Inn
- 1944:The Story of Dr. Wassell
- 1944:Hail the Conquering Hero

- Bibliothèque nationale de France: cb16600809b (data)
- Gemeinsame Normdatei: 1314526324
- International Standard Name Identifier: 0000 0000 3721 7351
- Library of Congress Control Number: n88226167
- SNAC: w6ds5phc
- Virtual International Authority File: 4034949
- WorldCat: E39PBJm96PxKWRTwD78FfyDrMP